# Jenakijeve
Jenakijeve (ukránul Єнáкієве, oroszul Ена́киево, átírva Jenakijevo), város Ukrajna keleti részében, a Krinka folyó mellett, a donecki területen, mintegy 60 kilométerre a terület közigazgatási központjától, Donecktől. Területi jelentőségű város, amely a járásokkal megegyező helyet foglal el a közigazgatási rendszerben. Jenakijeve lakosainak száma 82 629 (2013-as becslés).
A város elnevezése története során többször változott. Alapításától 1928-ig videlte a Jenekijeve (oroszul Jenakijevo) nevet. 1928–1936 között Alekszej Rikov bolsevik politikus után Rikove (oroszul Rikovo) volt a neve. 1936-ban az Ordinyikidze nevet kapta Grigorij Ordzsonikidze után. Az 1941–1943 közötti német megszállás alatt ismét Rikove volt a város neve, majd 1944 júniusában visszakapta a napjainkban is használt eredeti nevét.
Fontos regionális szénbányászati, kohászati, vegyipari és feldolgozóipari központ. Ipara idejétmúlt és emiatt olyan baleseteket szenvednek el itt, mint 2008 júniusában történt szénbányaomlás.
A várost 1898-ban alapították, összeolvasztva a Péter Vas- és Acélmű körül épült számos munkástelepet. Az első itteni szénbányát 1883-ban hozták létre. A település 1925-ben kapott városi rangot. 1958-ra a város és üzemei jelentősen kiterjedtek és bekebelezték a környező falvakat, Szimjukuót, Evrát és Ciminenit. A falvak lakóinak el kellett költözniük, mert az állataik nem éltek meg az öntödék tövében, az egyre szennyezettebbé váló földeken.
Az Jenakijevei Vas- és Acélművek Ukrajna egyik legrégibb öntőüzeme.
Viktor Fedorovics Janukovics, Ukrajna korábbi elnöke (2010-2014) Jenakijevében született.
A szovjet Atomrobbantásokkal a Népgazdaságért program részeként 1979-ben Jenakijeve mellett próbálkoztak azzal, hogy nukleáris robbantással segítsék a szénbányászatot. A radioaktív bányavíz kezelése azóta is problémákat okoz.

## Fordítás
Ez a szócikk részben vagy egészben  a   Yenakiieve című angol Wikipédia-szócikk ezen változatának fordításán alapul.  Az eredeti cikk szerkesztőit annak laptörténete sorolja fel. Ez a jelzés csupán a megfogalmazás eredetét és a szerzői jogokat jelzi, nem szolgál a cikkben szereplő információk forrásmegjelöléseként.
1. ↑  http://www.ukrstat.gov.ua/druk/publicat/kat_u/2017/zb/06/zb_chnn_0117pdf.zip